# 2017년 KBO 골든글러브
2017 KBO리그 골든글러브 시상식은 2017년 12월 13일 코엑스에서 개최되었다.

## 부분별 수상자
- 투수:양현종
- 포수:강민호
- 1루수:이대호
- 2루수:안치홍
- 3루수:최정
- 유격수:김선빈
- 외야수:최형우, 버나디나, 손아섭
- 지명타자:박용택